# Tekla (žena Mihaela II.)
Tekla (? – o. 823.) bila je carica Bizantskog Carstva kao prva supruga cara Mihaela II. Amorijskog. Prema redovniku Teofanu Ispovjedniku, Tekla je bila kći nekog strategosa te se uobičajeno smatra da je to bio Bardanes Turčin. 
Mihael i Tekla su dobili sina koji je nazvan Teofil (Θεόφιλος). Moguće je da su imali i kćer imenom Helena. Godine 820., Mihael je postao car, a Tekla carica, ali je to bila kratko jer je umrla oko 823. Pokopana je u Carigradu. Mihael je nakon Tekline smrti oženio Eufrozinu, kćer cara Konstantina VI.